# Blücherplatz (Kilonia)
Blücherplatz, Kiel-Blücherplatz – dzielnica miasta Kilonia w Niemczech, w kraju związkowym Szlezwik-Holsztyn.